# Армфельдт, Карл Густав Ялмар
Ка́рл Гу́став Я́лмар А́рмфельдт (фин. Karl Gustaf Hjalmar Armfeldt; 1873, Ханко (или Артъярви), Великое княжество Финляндское — 1959, Финляндия) — финский ювелир конца XIX — первой половины XX века; с 1895 по 1916 годы сотрудничал с фирмой Фаберже, являясь поставщиком российского императорского двора.

## Биография
Родился в 1873 году в Ханко или (или Артъярви) в Великом княжестве Финляндском.
С 1886 года работал в Санкт-Петербурге: обучался у финского мастера по серебру Паула Солмана (Гороховая, 58), а с 1891 года стал подмастерьем.
С 1895 года работал на фирму Фаберже, где использовал клеймо ЯА. Работал также в мастерской Андерса Невалайнена, специализируясь на серебряных рамках, произведениях из редких пород дерева и полудрагоценных камнях.
В 1904 году приобрёл мастерскую ювелира Йохана Аарне, а сотрудничество с фирмой Фаберже продолжал до 1916 года.
После революции в России переехал в Финляндию, где с 1925 по 1937 годы имел собственную ювелирную лавку в Хямеэнлинне.
Скончался в 1959 году.